# Чистовский, Лев Смарагдович
Лев Смарагдович Чистовский (25 мая 1902, Псков, Российская империя — 23 августа 1969, Сеневьер, Ло, Франция) — французский художник-живописец.

## Биография
Родился 25 мая 1902 года в Пскове. Его отец Смарагд Михайлович Чистовский (1866—1936) был педагогом, музейным работником и фенологом.
В 1920—1924 годах Лев учился во ВХУТЕМАСе у В. Е. Савинского и А. Р. Эберлинга.
В 1924 году поступил в Ленинградскую Академию искусств, но, не окончив её, в 1925 году эмигрировал в Европу.
В 1925—1926 годах изучал живопись в Римской академии изящных искусств, а также во Флоренции.
В 1926 году вместе с будущей супругой Ириной Клестовой переехал в Париж. В 1930-х годах они поселились в небольшом городе Сеневьер на юге Франции.

## Творчество
Чистовский был членом французского Национального общества изобразительных искусств.
С 1930 года входил в Общество Независимых художников Франции, в составе которого участвовал во многих выставках в Большом дворце Парижа.
В 1931 году принимал участие в выставке художественной секции «Объединения русских, окончивших высшие учебные заведения за рубежом», в 1933 году — в выставке картин художников Монмартра и Монпарнаса в Галерее «34» на Елисейских полях.
Участвовал в салонах Независимых (1936—1969), Весенних салонах (1947, 1948), салоне «Свободное искусство» (1947), Медонском салоне. Его картины выставлялись в галереях Франции, Великобритании и США.
Среди основных сюжетов работ Чистовского — обнажённые женщины, натюрморты, цветы, портреты знаменитостей того времени, пейзажи, мифологические сцены и иконы.
Искусствовед Г. К. Лукомский назвал художника истинным приверженцем классического искусства.
Л. С. Чистовский умер 23 августа 1969 года в Сеневьере, похоронен там же.

## Память
В 1971 году в Салоне Независимых состоялась мемориальная выставка художника.
Три его работы (включая картину «Спящая девочка») находятся в Государственном Русском музее в Санкт-Петербурге, картина «Купальщица» до продажи в частную коллекцию долгое время хранилась в Государственной Третьяковской галерее в Москве, ещё несколько картин — в музее города Вильфранш-де-Руэрг, а также в частных коллекциях.
В 2010 году в Каннах проходила экспозиция «60 шедевров русской школы: обнаженная натура в живописи 1900—1970 годов», где среди работ русских мастеров-эмигрантов были представлены и полотна Льва Чистовского.